# Remission
Remission (рус. Ремиссия) — дебютный студийный альбом американской прогрессив-метал группы Mastodon, выпущенный 28 мая 2002 года на лейбле Relapse Records.

## Создание
Большинство песен были написаны задолго до записи альбома. «Workhorse» была впервые сыграна на концерте в Мемфисе в июле 2001 года. «Trampled Under Hoof», «Trilobite», «Where Strides the Behemoth», «Crusher Destroyer» и «Mother Puncher» были сыграны на радио-шоу WFMU 7 августа 2001 года, а "Trainwreck" была написана, когда бывший вокалист Эрик Сэнер еще был в группе.
Звук в начале «Crusher Destroyer» — это рев тираннозавра из фильма «Парк юрского периода», когда Лекс произносит имя своего брата «Тимми!» в момент нападения на их джип.

## Тематика
Трой Сандерс сказал, что тема альбома — элемент огня. Тем не менее, Remission был единственным альбомом Mastodon, который не является концептуальным вплоть до альбома 2011 года The Hunter.
В интервью интернет-журналу Lollipop в 2004 году Дэйлор объяснил, как Remission оказался альбомом, который помог ему справиться со смертью его сестры:
«Моя сестра покончила жизнь самоубийством, когда мне было 15 (ей было 14)...Я всё никак не мог это отпустить. Всю ту боль, которую я нес внутри. Боль от её потери всегда была там. Со времен Today Is the Day во мне было столько гнева. После этого [выпуска альбома] я больше не хотел злиться. Когда я начал играть в Mastodon и переехал в Атланту, произошло большое личное исцеление. Mastodon имел к этому непосредственное отношение. Это одна из основных причин, по которым альбом называется Remission. Remission означает прощение и исцеление. Mastodon помог мне сделать это: простить многое из того, что произошло в моей жизни»
.

## Переиздание
Альбом был переиздан 21 октября 2003 года, совпав с выходом музыкального клипа на «March of the Fire Ants». Он широко транслировался на таких телевизионных программах, как Uranium и Headbangers Ball и содержал темные элементы наподобие показа человека, которого откопали из земли и посадили на трон.
Делюкс-издание альбома, выпущенного в виде диджипака, содержало бонусный DVD с профессионально снятым концертным выступлением из девяти песен, записанным в клубе "The Masquerade" в Атланте 1 декабря 2002 года, вместе с ранее не выпущенным материалом. Еще одно дополнительное отличие - кавер-версия на песню "Emerald" группы Thin Lizzy, которая появляется в качестве бонус-трека на CD.

## Критика
Remission получил в подавляющем большинстве положительные отзывы. Брайан О'Нил из AllMusic отметил «технический экстаз» альбома с «прогрессивным уклоном, который приближается к пропорциям прог-рока». Он также сравнил "звучащие по-южному" джазовые барабаны и чистые гитары в «Olie Nessie» с Allmans.
Брайан Хейвуд из Pitchfork Media высоко оценил продюсирование альбома и ударника Брэнна Дэйлора как выдающегося музыканта. «Их заносит [в сторону математичности] ровно настолько, чтобы сохранять "изюминку" в аранжировке, но не настолько, чтобы перегружать классические гитарные риффы сложностью, похожей на Dream Theater. А затем они уравновешивают ее каким-то красивым, старомодным металом в стиле Sabbath'ов». Хейвуд прокомментировал: «Весь альбом звучит вне времени, но таким невероятным образом, которого вы никогда не слышали раньше».
Kerrang! поместил альбом в свой список «13 самых важных сладж-релизов».

## Коммерческий успех
На момент 2006 года было продано 49,000 копий альбома в Соединённых Штатах.

## Использование песен
"Crusher Destroyer" была добавлена к саундтреку видеоигры Tony Hawk’s Underground 2003 года. В 2002 году «March of the Fire Ants» была включена в 7-дюймовый сплит-альбом «Hung, Drawn and Quartered» наряду с High on Fire. После переиздания Remission был включен в сборники Contacted 5.0, MTV2 Headbangers Ball и Take Action!, Vol. 4. «Where Strides the Behemoth» была добавлена в Contaminated 6.0 и From the Shadows - Metal for the Modern Era

## Список композиций
Слова и музыка всех песен — Mastodon.
| №   | Название                                 | Длительность |
| --- | ---------------------------------------- | ------------ |
| 1.  | «Crusher Destroyer»                      | 2:00         |
| 2.  | «March of the Fire Ants»                 | 4:25         |
| 3.  | «Where Strides the Behemoth»             | 2:55         |
| 4.  | «Workhorse»                              | 3:45         |
| 5.  | «Ol'e Nessie»                            | 6:05         |
| 6.  | «Burning Man»                            | 2:47         |
| 7.  | «Trainwreck»                             | 7:03         |
| 8.  | «Trampled Under Hoof»                    | 3:00         |
| 9.  | «Trilobite»                              | 6:29         |
| 10. | «Mother Puncher»                         | 3:49         |
| 11. | «Elephant Man»                           | 8:01         |
| 12. | «Emerald» (Бонусный трек делюкс-издания) | 3:49         |

| №  | Название                            | Длительность |
| -- | ----------------------------------- | ------------ |
| 1. | «Ol'e Nessie» (Live)                |              |
| 2. | «March of the Fire Ants» (Live)     |              |
| 3. | «Hail to Fire» (Live)               |              |
| 4. | «Where Strides the Behemoth» (Live) |              |
| 5. | «Battle at Sea» (Live)              |              |
| 6. | «Mother Puncher» (Live)             |              |
| 7. | «Burning Man» (Live)                |              |
| 8. | «Workhorse» (Live)                  |              |
| 9. | «Crusher Destroyer» (Live)          |              |

## Участники записи
- Брент Хайндс — гитара, вокал
- Билл Келлихер — гитара
- Трой Сэндерс — бас, вокал
- Брэнн Дэйлор — ударные